# Evangelika
Ta Evangelika (en grec : Ευαγγελικά), crise évangélique, ou encore les émeutes de l'Évangile est une révolte qui a lieu à Athènes, en Grèce, entre le 5 et le 8 novembre 1901. Cet événement, qui a pour origine la traduction de la Bible en grec moderne, conduit à la démission du métropolite Procope II d’Athènes et du Premier ministre grec Georgios Theotokis ainsi qu'au renvoi des chefs de la gendarmerie royale et de la police de la capitale.

## Contexte
L’époque à laquelle éclate la crise évangélique est marquée par un triple contexte politique, religieux et linguistique difficile en Grèce.

### Contexte politique

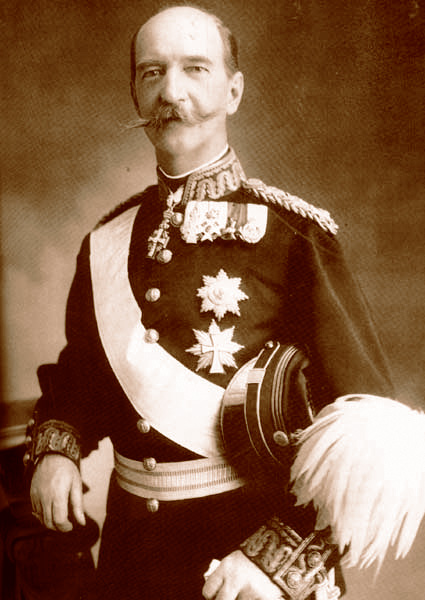
Le roi Georges Ier de Grèce, né Guillaume de Danemark.

En 1897, le pays est vaincu par l’Empire ottoman lors de la Guerre de trente jours et son projet d’unification de toutes les populations helléniques des Balkans, de la Mer Égée et d’Anatolie (la Megali Idea ou Grande Idée) est pour longtemps mis en échec. Une grave crise morale secoue alors le pays, tandis que la classe politique est discréditée par le conflit. L’institution monarchique en sort particulièrement affaiblie et les origines germano-danoise et russe des souverains sont attaquées par les nationalistes grecs. La reine, déjà accusée d’être un agent du parti russe et du panslavisme, est durement critiquée, tandis que son époux est considéré comme un soutien du protestantisme et du Royaume-Uni, et cela à un moment où la Grèce est soumise au contrôle financier des grandes puissances. Face au mécontentement populaire, Georges Ier envisage un moment d’abdiquer en faveur de son fils aîné, mais la tentative d’assassinat qu’il subit le 14 février 1898 rend une partie de sa popularité à la Couronne.

### Contexte religieux et linguistique
Cependant, les élites politiques ne sont pas les seuls points de mire des nationalistes grecs. Depuis 1830 environ, des missionnaires calvinistes s’installent dans le royaume hellène et y diffusent des versions de la Bible traduites en grec moderne (katharévousa ou dhimotiki), ce qui choque l’Église orthodoxe nationale, profondément attachée à la version classique des Saintes Écritures. Or, la religion est considérée comme l’un des éléments constitutifs de la nation grecque et le prosélytisme étranger est vécu comme une atteinte à l’identité nationale hellénique. Deux encycliques, publiés par le patriarcat œcuménique de Constantinople et approuvés par l'Église autocéphale de Grèce, condamnent donc les traductions bibliques à partir de 1836 et 1839.
Parallèlement, l’opinion publique hellène est divisée entre partisans de l’utilisation d’une langue savante proche de la koinè (la katharévousa) ou d’une langue plus populaire (la dhimotiki) dans la littérature et la vie nationale. Les « puristes » (glossamintores) et les « démoticistes » (malliari) s’accusent ainsi mutuellement d’affaiblir la nation grecque : pour les premiers, l’utilisation de la dhimotiki ne peut que favoriser le rapprochement des populations slavophones de Macédoine avec la Bulgarie et empêcher ainsi la création d’un vaste empire grec tandis que, pour les seconds, c’est la langue du peuple qui doit régénérer la nation et permettre ainsi de mettre en œuvre la Megali Idea. Périodiquement, des combats éclatent entre partisans des deux langues : c’est notamment le cas en 1903, lorsque est jouée l’Orestie d’Eschyle dans une version traduite en dhimotiki par Sotiriadis.

## Les traductions bibliques

### La traduction royale

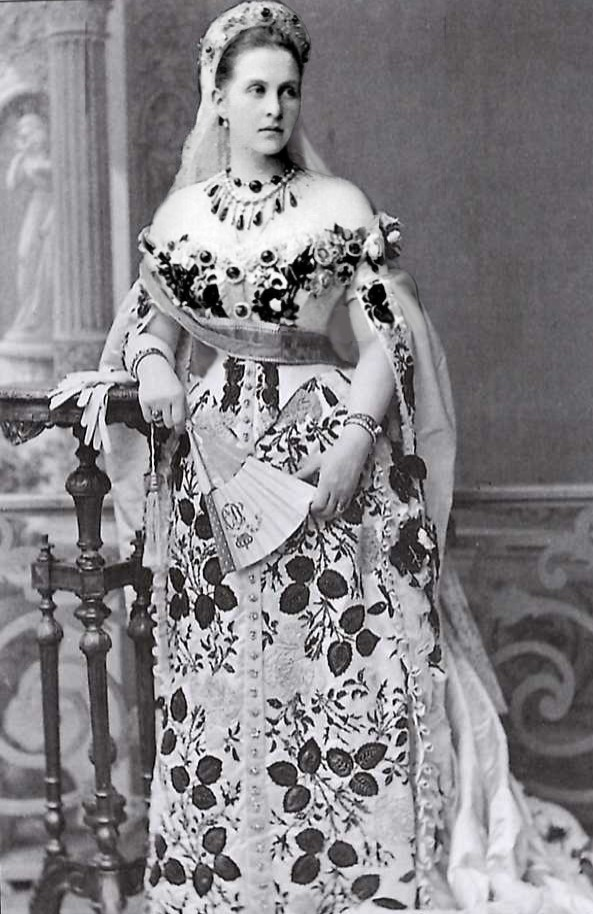
La reine Olga de Grèce, née grande-duchesse de Russie.

Pendant la guerre gréco-turque de 1897, la reine Olga, qui est orthodoxe de naissance contrairement à son mari élevé dans le luthéranisme, prend conscience, en rendant visite aux soldats blessés, que la grande majorité des Grecs est incapable de lire la Bible. La version du texte sacré utilisée par l’Église nationale contient en effet la Septante (une traduction grecque de l’Ancien Testament datant du IIIe siècle av. J.-C.) et les originaux grecs du Nouveau Testament (datant du Ier siècle apr. J.-C.). Cependant, ces textes sont tous écrits en koinè, autrement dit en grec ancien, alors que la majorité des contemporains de la souveraine ne comprend pas cette langue et utilise la katharévousa à l’écrit et la dhimotiki à l’oral. La reine décide donc de faire traduire la Bible dans une version compréhensible pour un plus grand nombre de gens. Ce faisant, elle s’oppose à une partie des élites qui considère une telle traduction comme « une renonciation à l’héritage sacré de la Grèce ».
La reine charge finalement sa secrétaire privée, Ioulía Somáki-Karólou, de réaliser une traduction des Évangiles. Une fois le travail terminé, en décembre 1898, la souveraine contacte le Saint-Synode afin de lui demander son accord pour publier la traduction. Quatre mois passent et les autorités de l’Église ne lui donnent aucune réponse. La souveraine décide donc d’organiser un comité, composé du métropolite d’Athènes Procope II (lui-même président du Saint-Synode) et de deux professeurs de l’Université (Pantazidis et Papadopoulos), afin de superviser la publication. Cependant, le 31 mars 1899, le Saint-Synode répond finalement à la reine que l’Église orthodoxe n’ayant jamais autorisé aucune traduction des Saintes-Écritures en langue vulgaire, il ne peut donner son accord pour la publication. La reine tente alors de convaincre les autorités religieuses qu’elles se trompent, mais le Synode réitère son refus et charge Procope II d’expliquer à la souveraine les raisons de son refus.
La reine Olga s’entête pourtant. Profitant de la mésentente entre le Métropolite et les autres membres du Saint-Synode, elle obtient une autorisation verbale de Procope II de publier la traduction ainsi que l’accord tacite du gouvernement de ne pas s’opposer à sa mise en vente. Début février 1901, sort donc la traduction des Évangiles en katharévousa réalisée par Iulia Somaki et soutenue par la souveraine. Le texte est vendu à une drachme, prix bien inférieur au coût réel de l’édition, et connaît un tel succès que, dès la fin du mois de mars, la reine envisage d’organiser une seconde publication du texte et de le diffuser dans les écoles. Pour atténuer les critiques liées à la traduction, les Évangiles sont publiées dans leurs différentes versions, tant nouvelles qu’originales, et le frontispice de l’édition précise clairement que le texte est destiné à un usage strictement familial et en aucun cas pour l’église. Il reste que, publiée sans l’aval du Saint-Synode (et même en dépit de l'opposition de celui-ci), la Bible d’Olga soulève rapidement les critiques des « puristes ». Et si certains universitaires soutiennent le projet de la souveraine, d’autres s’en prennent ouvertement à son travail.

### La traduction de Pallis

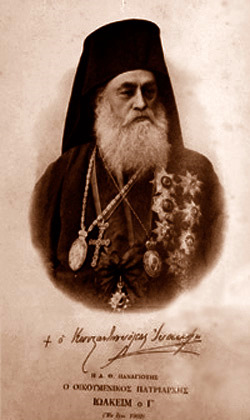
Le patriarche Joachim III de Constantinople

Peu de temps après, une autre traduction du texte sacré est réalisée par Alexandros Pallis, une figure importante du mouvement soutenant l'utilisation de la dhimotikí comme langue littéraire. Exilé à Londres, Pallis a déjà traduit plusieurs auteurs étrangers (comme Shakespeare ou Kant) en grec moderne mais ce sont ses traductions des Évangiles (et plus tard de l’Iliade) qui le rendent vraiment célèbre. Sa version de l’Évangile selon Matthieu est publiée sous forme de feuilleton dans le journal progressiste Acropolis entre le 9 septembre et le 20 octobre 1901. À l'occasion de la première publication et afin de légitimer son choix éditorial, le journal offre comme gros titre : « L’Acropolis poursuit le travail de la reine ».
Presque immédiatement, les théologiens puristes dénoncent la version de Pallis comme une « insulte contre les vestiges les plus précieux de la nation » tandis qu’une fraction de la presse hellène accuse l'auteur et ses soutiens de blasphème et de trahison. Finalement, le patriarche œcuménique de Constantinople Joachim III condamne la traduction de Pallis dans une encyclique le 8 octobre et le Saint-Synode dénonce le travail de l’écrivain dans les semaines qui suivent, ce qui alimente davantage les oppositions. Malgré tout, le gouvernement de Georgios Theotokis et l’archevêque Procope II refusent d'interdire la traduction de Pallis afin de ne pas faire de tort à la reine Olga et à la famille royale.
Pour ne rien arranger, Pallis répond à l’encyclique du patriarche par une lettre pleine d’ironie et de sarcasme qui renforce encore l’opposition à son encontre tandis que le patron de l’Acropolis continue à faire le lien entre la traduction de la reine et celle publiée par son journal.

## La réaction estudiantine
La controverse ne tarde pas à donner lieu à des manifestations populaires. À l’Université nationale capodistrienne d’Athènes, les étudiants, soutenus par les professeurs conservateurs comme Georgios Mistriotes, se soulèvent. Le 5 novembre 1901, ils se présentent devant les bureaux de l’Acropolis et de l’Asti, un autre journal favorable à Pallis, et menacent de les mettre à sac. Cependant, la police intervient pour les disperser et les étudiants se rendent devant la résidence du Métropolite afin d’y demander la condamnation des traductions. Procope II assure alors les étudiants de son soutien mais ceux-ci ne lui font pas confiance et décident de poursuivre leur mobilisation.
Le 6 novembre, un millier d’étudiants rejoints par quelques citoyens se représentent devant les locaux de l’Acropolis et de l’Asti mais ils sont une fois encore dispersés par la police après avoir brisé quelques fenêtres et brûlé des journaux devant les rédactions. La foule se tourne alors vers le palais royal, où elle demande à rencontrer Georges Ier, sans succès. Après avoir dialogué avec le secrétaire du roi, la foule se disperse mais une partie des étudiants décide d’occuper l’Université pendant la nuit.

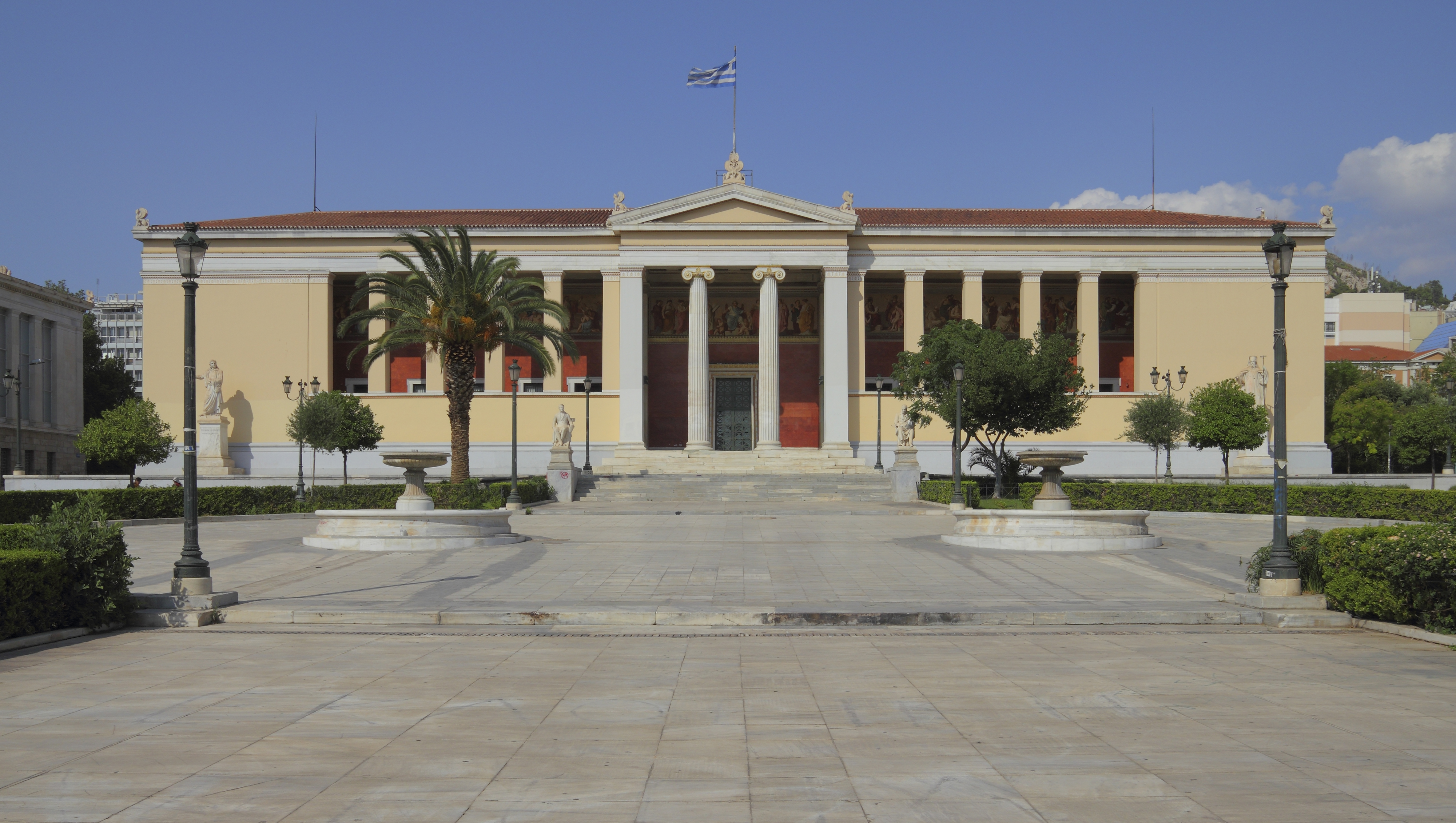
Le Propylée de l'Université d'Athènes

Le 7 novembre, une foule importante se réunit devant l’Université et le gouvernement demande aux forces de l’ordre d’empêcher d’autres étudiants d’approcher. Dans le même temps, Georgios Theotokis annonce que l’Acropolis et l’Asti ont accepté de publier le lendemain leurs excuses aux professeurs auxquels ils s’en sont pris durant la controverse. Malgré tout, la foule reste insatisfaite et demande l’excommunication des traducteurs. Elle tente alors de se diriger vers les locaux du Saint-Synode mais un cordon policier l’en empêche. Les étudiants en colère se mettent donc à jeter des pierres sur les forces de l’ordre et la cavalerie finit par charger les manifestants. Trois émeutiers sont sérieusement blessés par des tirs policiers mais la pluie finit par disperser la foule. L’affaire n’est pourtant pas terminée, d’autant qu’à Athènes et au Pirée, les commerçants proclament leur soutien aux manifestants.
Le 8 novembre, le gouvernement fait venir cinq-cents marins pour assurer l’ordre public dans la capitale et interdit aux citoyens de se réunir dans les rues. Les manifestants en profitent pour sortir en petits groupes de deux ou trois personnes et se dirigent vers le temple de Zeus olympien pour y demander une nouvelle fois l’excommunication des traducteurs de la Bible. Après quelques échauffourées avec les forces de l’ordre, les manifestants prennent la direction de l’Université. Les choses semblent se calmer lorsque, dans l'après-midi, un groupe d'environ 1 000 personnes décide de se rendre devant la résidence du métropolite Procope. Face à cette menace, les forces armées demandent à la foule de se disperser et la troupe finit par charger : la confrontation dure une bonne partie de l'après-midi et fait huit morts et soixante-dix blessés.

## Dénouement

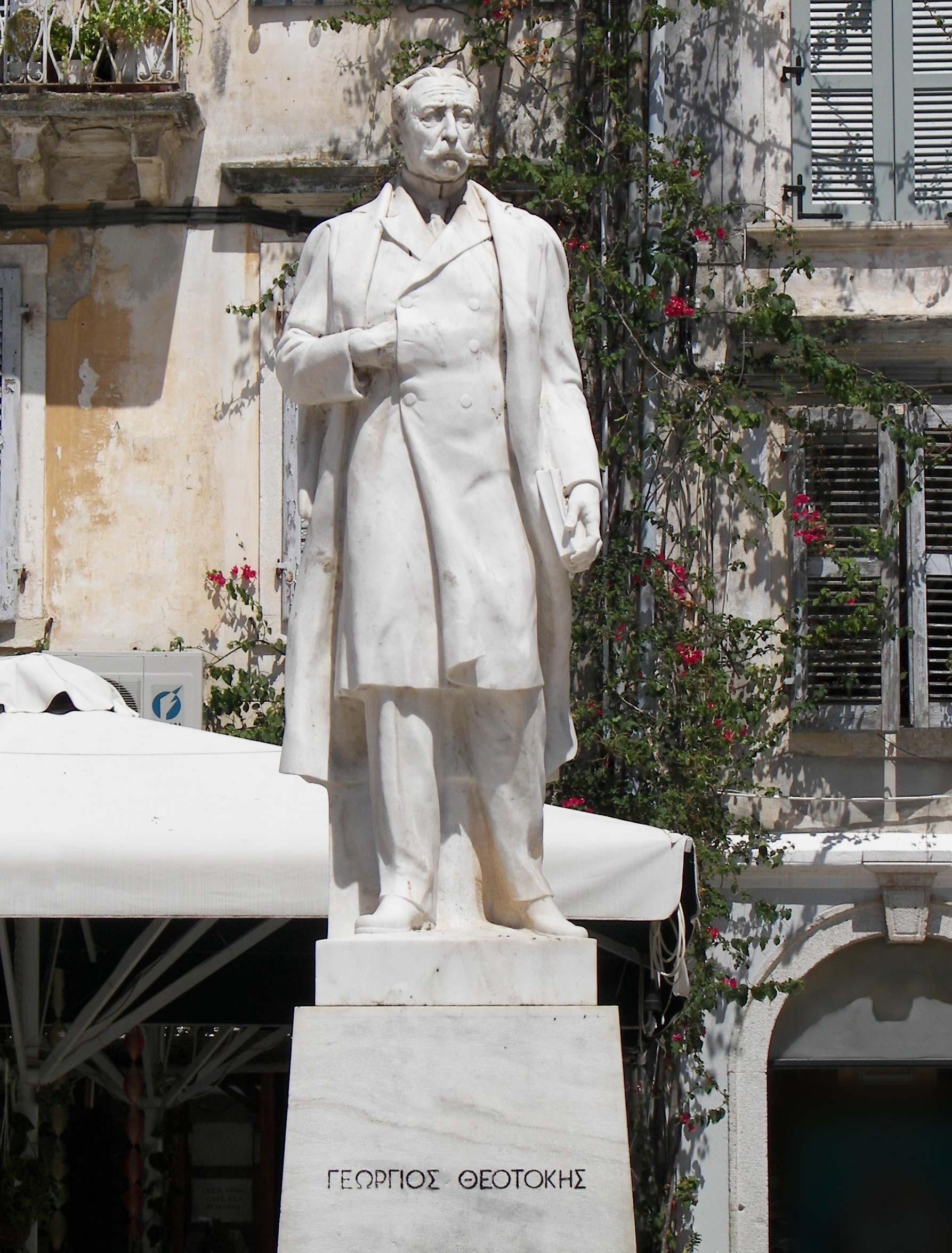
Statue honorant Theotokis sur son île natale, Corfou.

Les événements du 8 novembre aboutissent à la démission ou au renvoi de nombreuses personnalités haut placées. Ainsi, le métropolite Procope II d’Athènes, jugé responsable des émeutes du fait de son opposition au Saint-Synode, doit démissionner et se retirer dans un monastère de Salamine, où il meurt l’année suivante. Les chefs de la police et de la gendarmerie grecques, Staikos et Vultsos, sont quant à eux renvoyés de leur poste alors qu’ils n’ont fait qu’obéir aux ordres du gouvernement.
En faisant retomber le blâme sur ses subordonnés et sur le Métropolite, le Premier ministre Theotokis espère garder la confiance du Parlement hellénique et rester de cette façon au pouvoir. Mais, face aux critiques, l’homme politique doit tout de même présenter sa démission au roi Georges Ier le 11 novembre. Le lendemain, Alexandros Zaimis est nommé Premier ministre à sa place et le calme revient à l’Université.
Malgré tout, le 24 novembre, les étudiants manifestent à nouveau près du temple de Zeus et brûlent des numéros du journal Acropolis comportant des textes de Pallis. Ils demandent la destruction des traductions bibliques déjà effectuées et surtout l’interdiction de toute nouvelle traduction de la Bible.
Finalement, le 25 novembre, l’interdiction, sous peine d'excommunication, de la vente et de la lecture des Évangiles en grec moderne est imposée par le Saint-Synode. S'il satisfait les émeutiers, ce décret de l'Église protège paradoxalement la reine Olga et les autres traducteurs : il transfère en effet le crime de l'auteur d'une traduction sur les lecteurs de celle-ci. Après l'interdiction officielle des traductions, la situation se normalise à Athènes. Il faut toutefois attendre la chute du gouvernement Zaimis et l’arrivée au pouvoir de Theódoros Deligiánnis en novembre 1902 pour que la question des traductions soit oubliée.

## Réaction des dhimoticistes
Dès le mois de janvier 1902, l’écrivain franco-grec Jean Psichari, l’un des pères du mouvement en faveur de la dhimotiki, utilise les événements de l’Evangelika pour établir un plaidoyer en faveur de la langue grecque populaire.

## Conséquences constitutionnelles
Le sujet redevient une dernière fois le centre des préoccupations nationales en 1911, lorsqu'une nouvelle constitution est discutée par le Parlement. Le Premier ministre de l’époque, Elefthérios Venizélos, est alors forcé d’intégrer à la loi fondamentale un article précisant que « le texte des Saintes Écritures doit rester inaltéré. Son passage dans toute autre langue sans l’autorisation du Patriarche est absolument interdite ». Par la suite, les constitutions de 1927 et de 1952 ajoutent que l’autorisation du Saint-Synode est également nécessaire. Finalement, en 1975, le texte de la nouvelle constitution républicaine et démocratique modifie légèrement l’article en changeant l’expression « son passage dans toute autre langue » par « sa traduction officielle dans toute autre forme linguistique ».

#### Travaux portant sur l'Evangelika
- (en) Philip Carabott, « Politics, Orthodoxy and the Language Question in Greece: The Gospel Riots of November 1901 », Journal of Mediterranean Studies, no 3,‎ 1993, p. 117-138 (ISSN 1016-3476, lire en ligne)
- (en) Bruce Merry, Encyclopedia of modern Greek literature, Greenwood Publishing Group (ISBN 0313308136), « Evangeliká », p. 135-136
- (ja) Nanako Murata Sawayanagi, Modern Hellenism and the Representation of People (laos): The Gospel Riots and Modern Greek Nation Building, 2005, chap. 27, p. 2-25
- (en) J. N. Psichari et H. Pernot, The language question in Greece: Three Essays (1902), Kessinger Publishing, 2009 (ISBN 1104243253, lire en ligne), « The Gospel riots in Greece »

#### Ouvrages plus généraux
- (en) Mona Baker (dir.), The Routledge Encyclopedia of Translation Studies, Routledge, 2001 (ISBN 0415255171)
- Édouard Driault et Michel Lhéritier, Histoire diplomatique de la Grèce de 1821 à nos jours, vol. IV, Paris, Presses universitaires de France, 1926
- (en) Kostes Palamas (trad. Aristides E. Phoutrides), Life Immovable, vol. I, Cambridge, Harvard university press, 1919 (lire en ligne)
- (en) Sophia Papaioannou, « Translating Homer in 20th century Greece: the 'Silent' Voice of a Revolution » [archive du 9 février 2012], sur class.uh.edu, Université du Texas à Austin, 1998
- Marc Terrades, Le Drame de l'hellénisme. Ion Dragoumis (1878-1920) et la question nationale en Grèce au début du XXe siècle., Paris/Budapest/Torino, L'Harmattan, 2005, 408 p. (ISBN 2-7475-7788-0, lire en ligne)
- (en) John Van der Kiste, Kings of the Hellenes. The Greek Kings 1863-1974, Sutton Publishing, 1999